# Anne-Laure Kiechel
Anne-Laure Kiechel, née le 1er juillet 1975, est une conseillère économique française, ancienne associée-gérante de la banque Rothschild. Elle a été responsable de l’activité de conseil aux États et institutions publiques de Rothschild & Co (‘Head of Sovereign Advisory’),. Elle a conseillé le gouvernement grec dirigé par Alexis Tsipras dans le cadre du suivi du plan d'aide financière à la Grèce,,.

## Biographie
Anne-Laure Kiechel a grandi entre les États-Unis, l’Allemagne, la Suisse et la France. Ancienne élève du lycée français Rochambeau de Washington et du lycée Louis-le-Grand à Paris, elle est diplômée d’HEC et de l'université de Saint-Gall (Suisse) et est également titulaire d’une maîtrise de mathématiques. 

## Carrière
Anne-Laure Kiechel a commencé sa carrière en 1999 chez Lehman Brothers à New York. Initialement rattachée au département « Debt Capital Markets (« DCM ») de Lehman Brothers à Londres, elle a mené de nombreuses opérations financières pour des groupes français et nord européens souhaitant se financer sur les marchés de capitaux, dette comme actions. 
Elle devient en 2007 Senior Banker à Paris pour des entreprises françaises (secteurs des biens de consommation et infrastructures essentiellement) qu’elle conseille pour des opérations de fusion-acquisitions et de financements. 
Elle rejoint la banque d’affaires Rothschild & Cie où elle intègre l’équipe de conseil en financement, conseillant des entreprises en France et à l’international sur des sujets de structure de capital, notation et financement.
Protestante et présentée par Le Monde comme une économiste « de gauche », elle a participé à la création et au développement de l’activité de conseil aux États et aux entreprises publiques de la banque Rothschild & Cie. Ce nouveau département, qu’elle a dirigé, a conseillé plusieurs pays du G20 dont l'Argentine, et aussi l'Ukraine, la Grèce, l'Albanie, la Côte d'Ivoire, le Sénégal et le Bénin. 
Elle a été nommée associée-gérante de la banque fin 2013. 
Début 2019, elle quitte Rothschild, pour lancer sa structure indépendante Global Sovereign Advisory qui obtient en un an une vingtaine de mandats de différents gouvernements,,.
Elle distingue dans l'émission Quotidien du 8 mai 2020  la "mauvaise dette", utilisée pour le fonctionnement de l'État, et la "bonne dette", contractée pour investir sur des projets prioritaires pour la société qui sont des investissements pour l'avenir (santé, éducation, transition écologique),.
Elle est le mécène de la première chaire en Europe consacrée à la dette souveraine, à Sciences Po.

## Autres activités
Anne-Laure Kiechel est engagée en tant que mécène auprès du Festival de Salzbourg et de l’Opéra de Paris. 
Anne-Laure Kiechel travaille par ailleurs sur des sujets liés aux inégalités entre les générations, et elle est à l'origine de l’indice Youthonomics,, qui identifie et classe les pays où il fait bon, et moins bon, d'être jeune.
Le 4 juin 2020, elle est nommée présidente du comité de campagne et de levée de fonds de la Fondation Sorbonne Université.
Elle est nommée par le Secrétaire général des Nations Unies comme membre du Comité des politiques de développement pour la période 2022-2024.

## Distinctions
En novembre 2018, Anne-Laure Kiechel est classée 19e par Vanity Fair dans son classement des Français les plus influents du monde.
Le 29 novembre 2023, elle est nommée au grade de chevalier dans l'ordre national du Mérite au titre de « conseillère économique ; 24 ans de services ».